# Natation aux Jeux olympiques d'été de 1952
Navigation
Onze épreuves de natation sportive sont disputées dans le cadre des Jeux olympiques d'été de 1952 organisés à Helsinki en Finlande. Les courses se tiennent au Stade nautique de Helsinki (Helsingin uimastadion)
Le programme de la natation aux Jeux, qui a varié lors des premières éditions est fixé en 1924 et reste inchangé jusqu'aux Jeux de Melbourne en 1956. Pour les hommes : en nage libre, 100, 400 et 1 500 mètres en individuel et un relais 4 × 200 mètres ; en dos, 100 mètres ; en brasse, 200 mètres. Pour les femmes : en nage libre, un 100 et un 400 mètres en individuel et un relais 4 × 100 mètres ; en dos, 100 mètres ; en brasse, 200 mètres.

## Tableau des médailles
| Rang  | Nation           | Or | Argent | Bronze | Total |
| ----- | ---------------- | -- | ------ | ------ | ----- |
| 1     | États-Unis       | 4  | 2      | 3      | 9     |
| 2     | Hongrie          | 4  | 2      | 1      | 7     |
| 3     | France           | 1  | 1      | 1      | 3     |
| 4     | Afrique du Sud   | 1  | 0      | 0      | 1     |
| 5     | Australie        | 1  | 0      | 0      | 1     |
| 6     | Japon            | 0  | 3      | 0      | 3     |
| 7     | Pays-Bas         | 0  | 3      | 0      | 3     |
| 8     | Suède            | 0  | 0      | 2      | 2     |
| 9     | Allemagne        | 0  | 0      | 1      | 1     |
| 10    | Grande-Bretagne  | 0  | 0      | 1      | 1     |
| 11    | Brésil           | 0  | 0      | 1      | 1     |
| 12    | Nouvelle-Zélande | 0  | 0      | 1      | 1     |
| Total | Total            | 11 | 11     | 11     | 33    |

## Podiums

### Hommes
| Épreuves                    | Or                                                                               | Argent                                                                           | Bronze                                                                        |
| --------------------------- | -------------------------------------------------------------------------------- | -------------------------------------------------------------------------------- | ----------------------------------------------------------------------------- |
| 100 m nage libre            | Clarke Scholes États-Unis 57 s 4                                                 | Hiroshi Suzuki Japon 57 s 4                                                      | Göran Larsson Suède 58 s 2                                                    |
| 400 m nage libre            | Jean Boiteux France 4 min 30 s 7 (RO)                                            | Ford Konno États-Unis 4 min 31 s 3                                               | Per-Olof Östrand Suède 4 min 35 s 2                                           |
| 1 500 m nage libre          | Ford Konno États-Unis 18 min 30 s 3 (RO)                                         | Shiro Hashizume Japon 18 min 41 s 4                                              | Tetsuo Okamoto Brésil 18 min 51 s 3                                           |
| 100 m dos                   | Yoshinobu Oyakawa États-Unis 1 min 05 s 4 (RO)                                   | Gilbert Bozon France 1 min 06 s 2                                                | Jack Taylor États-Unis 1 min 06 s 4                                           |
| 200 m brasse                | John Davies Australie 2 min 34 s 4 (RO)                                          | Bowen Stassforth États-Unis 2 min 34 s 7                                         | Herbert Klein Allemagne 2 min 35 s 9                                          |
| Relais 4 × 200 m nage libre | États-Unis Wayne Moore William Woolsey Ford Konno James McLane 8 min 31 s 1 (RO) | Japon Hiroshi Suzuki Yoshihiro Hamaguchi Toru Goto Teijiro Tanikawa 8 min 33 s 5 | France Joseph Bernardo Aldo Eminente Alexandre Jany Jean Boiteux 8 min 45 s 9 |

### Femmes
| Épreuves                    | Or | Argent | Bronze                                                                                 |
| --------------------------- | --- | --- | -------------------------------------------------------------------------------------- |
| 100 m nage libre            | Katalin Szöke Hongrie 1 min 06 s 8                                                                    | Hannie Termeulen Pays-Bas 1 min 07 s 0                                                                         | Judit Temes Hongrie 1 min 07 s 1                                                       |
| 400 m nage libre            | Valéria Gyenge Hongrie 5 min 12 s 1 (RO)                                                              | Eva Novák Hongrie 5 min 13 s 7                                                                                 | Evelyn Kawamoto États-Unis 5 min 14 s 6                                                |
| 100 m dos                   | Joan Harrison Afrique du Sud 1 min 14 s 3                                                             | Geertje Wielema Pays-Bas 1 min 14 s 5                                                                          | Jean Stewart Nouvelle-Zélande 1 min 15 s 8                                             |
| 200 m brasse                | Eva Székely Hongrie 2 min 51 s 7 (RO)                                                                 | Eva Novák Hongrie 2 min 54 s 4                                                                                 | Helen Gordon Grande-Bretagne 2 min 57 s 6                                              |
| Relais 4 × 100 m nage libre | Hongrie Ilona Novák Judit Temes Eva Novák Katalin Szöke Mária Littomeritzky 4 min 24 s 4 (RM) et (RO) | Pays-Bas Marie-Louise Linssen-Vaessen Koosje van Voorn Hannie Termeulen Irma Heijting-Schuhmacher 4 min 29 s 0 | États-Unis Jacqueline Lavine Marilee Stepan Joan Alderson Evelyn Kawamoto 4 min 30 s 1 |